# Diacyclops tenuispinalis
Diacyclops tenuispinalis – gatunek widłonoga z rodziny Cyclopidae. Opisali go w 1963 roku chińscy zoolodzy Shen Jiarui i Song Daxiang, nadając mu nazwę Acanthocyclops tenuispinalis.